# Forsytesagan
Forsytesagan, i engelskt originalspråk The Forsyte Saga, är en romansvit i tre delar av den engelske författaren och nobelpristagaren i litteratur John Galsworthy. De tre delarna är Förmöget folk, Bojor och Att hyra. Den gavs första gången ut med den sammanhållande titeln 1922, och dess tre delar gavs ut mellan 1906 och 1921. Sviten uppehåller sig kring familjen Forsyte och deras övre medelklassliv, och spänner från det viktorianska 1880-talet till 1930-talet och den stora depressionen. Galsworthy kom att fortsätta att skildra familjen i ytterligare två trilogier och andra sammanhang, och helheten brukar på engelska kallas för The Forsyte Chronicles. Forsytesagan är förmodligen Galsworthys mest kända verk, och angavs specifikt som anledning till att Galsworthy mottog Nobelpriset i litteratur 1932:
| ”                                         | för den förnäma skildringskonst, som i 'The Forsyte Saga' uppnått sitt högsta uttryck | „ |
| – - motivering för Galsworthys nobelpris. |                                                                                       |   |

## Översättningar
- Forsytesagan, Agnes Byström-Lindhagen, 1932.[5]

- The Man of Property (1906)
  - Förmöget folk (översättning Peter Norden, Hierta, 1911)
  - Förmöget folk (översättning Agnes Byström-Lindhagen, Svenska andelsförlaget, 1920). Ny uppl. Åhlén, 1932, med titeln Forsytesagan 1: Förmöget folk
  - Förmöget folk (översättning Märta Nilsson, Världslitteraturen, 1930)
- Indian Summer of a Forsyte (1918)
  - En Forsytes brittsommar: noveller (översättning Agnes Byström-Lindhagen, Svenska andelsförlaget, 1923). Ny uppl. Åhlén, 1932, med titeln Forsytesagan. 2: En Forsytes brittsommar ; Bojor
- In Chancery (1920)
  - I bojor (anonym översättning, Söderström,  1921)
  - Bojor (översättning Arne Johnson, Svenska andelsförlaget, 1922). Ny uppl. Åhlén, 1932, med titeln Forsytesagan. 2: En Forsytes brittsommar ; Bojor
- Awakening (1920) + To let (1921)
  - Att hyra (översättning Ellen Rydelius, Svenska andelsförlaget, 1922)
  - Forsytesagan 3: Gryning och Att hyra (översättning Agnes Byström-Lindhagen och Ellen Rydelius, Åhlén, 1932)
- On Forsyte ’Change
  - Forsytesagan 4: På Forsytebörsen (översättning Agnes Byström-Lindhagen, Åhlén, 1932)

## Adaptioner
Forsytesagan har filmatiserats flera gånger:
- Förmöget folk, amerikansk film från 1949.
- Forsytesagan (1967), brittisk tv-serie
- Forsytesagan (2002), brittisk miniserie